# Linn Blohm
Linn Blohm (n. 20 mai 1992, Stockholm, Suedia) este o handbalistă din Suedia care evoluează pe postul de pivot pentru clubul maghiar Győri Audi ETO KC și echipa națională a Suediei.

## Biografie
Linn Blohm și-a început cariera la Gustavsbergs IF, iar în 2008 s-a transferat la IK Sävehof, cu care a câștigat de trei ori campionatul în Suedia. A fost căpitanul naționalei de junioare a Suediei care a câștigat medalia de aur la Campionatul Mondial de Junioare Republica Dominicană 2010 și a naționalei de tineret a Suediei care a cucerit titlul la Campionatul Mondial de Tineret Cehia 2012. În 2011, Blohm a debutat la naționala de senioare a Suediei. A participat pentru prima oară la un turneu final cu echipa națională la Campionatul European din 2012 La următorul turneu final al unui Campionat European, cel din 2014, a fost medaliată cu bronz. A jucat pentru IK Sävehof până în 2014, când s-a transferat la echipa daneză Team Tvis Holstebro. Împreună cu Holstebro a cucerit Cupa EHF în 2015 și Cupa Cupelor în 2016. Blohm a participat alături de echipa Suediei la Campionatul Mondial din Danemarca 2015. De asemenea, în 2016 a făcut parte din naționala suedeză care a fost prezentă la Jocurile Olimpice Rio de Janeiro 2016, iar în decembrie 2016 a participat la EURO 2016. Din 2016 până în 2018 a evoluat pentru FC Midtjylland Håndbold. La Campionatul European din Franța a revenit în echipa națională. În 2019 a participat la Campionatul Mondial din Japonia, unde Blohm a fost inclusă în echipa ideală a turneului ca cel mai bun pivot al competiției. În vara anului 2018 a semnat cu København Håndbold, iar după două sezoane s-a transferat la CS Minaur Baia Mare. În 2020 a fost desemnată Jucătoarea Anului de către Federația Suedeză de Handbal. În vara anului 2021, Linn Blohm s-a transferat la Győri Audi ETO KC.

## Palmares
- Campionatul European:
  -  Medalie de bronz: 2014

- Campionatul Mondial pentru Tineret:
  -  Câștigătoare: 2012

- Campionatul Mondial pentru Junioare:
  -  Câștigătoare: 2010

- Trofeul Carpați:
  -  Câștigătoare: 2015

- Liga Campionilor:
  - Sfertfinalistă: 2017, 2018
  - Grupe principale: 2014, 2019
  - Grupe: 2013
  - Calificări: 2012

- Cupa Cupelor:
  -  Câștigătoare: 2016
  - Optimi: 2012

- Liga Europeană:
  -  Medalie de bronz: 2021

- Cupa EHF:
  -  Câștigătoare: 2015
  - Grupe: 2020

- Campionatul Suediei:
  -  Câștigătoare: 2012, 2013, 2014

- Campionatul Danemarcei:
  -  Medalie de bronz: 2015, 2016, 2017

- Cupa Danemarcei:
  -  Medalie de argint: 2014, 2016
  - Semifinalistă: 2015, 2017, 2019

- Supercupa Danemarcei:
  -  Câștigătoare: 2016, 2018

- Liga Națională: 
  -  Medalie de argint: 2021

## Performanțe individuale
- Pivotul echipei ideale All-Star Team la Campionatul Mondial de Handbal Feminin: 2019;[26]
- Pivotul echipei ideale All-Star Team a Ligii Daneze de Handbal Feminin: 2020;[30]
- Jucătoarea Anului, distincție acordată de Federația Suedeză de Handbal: 2020;[29]

## Galerie de imagini

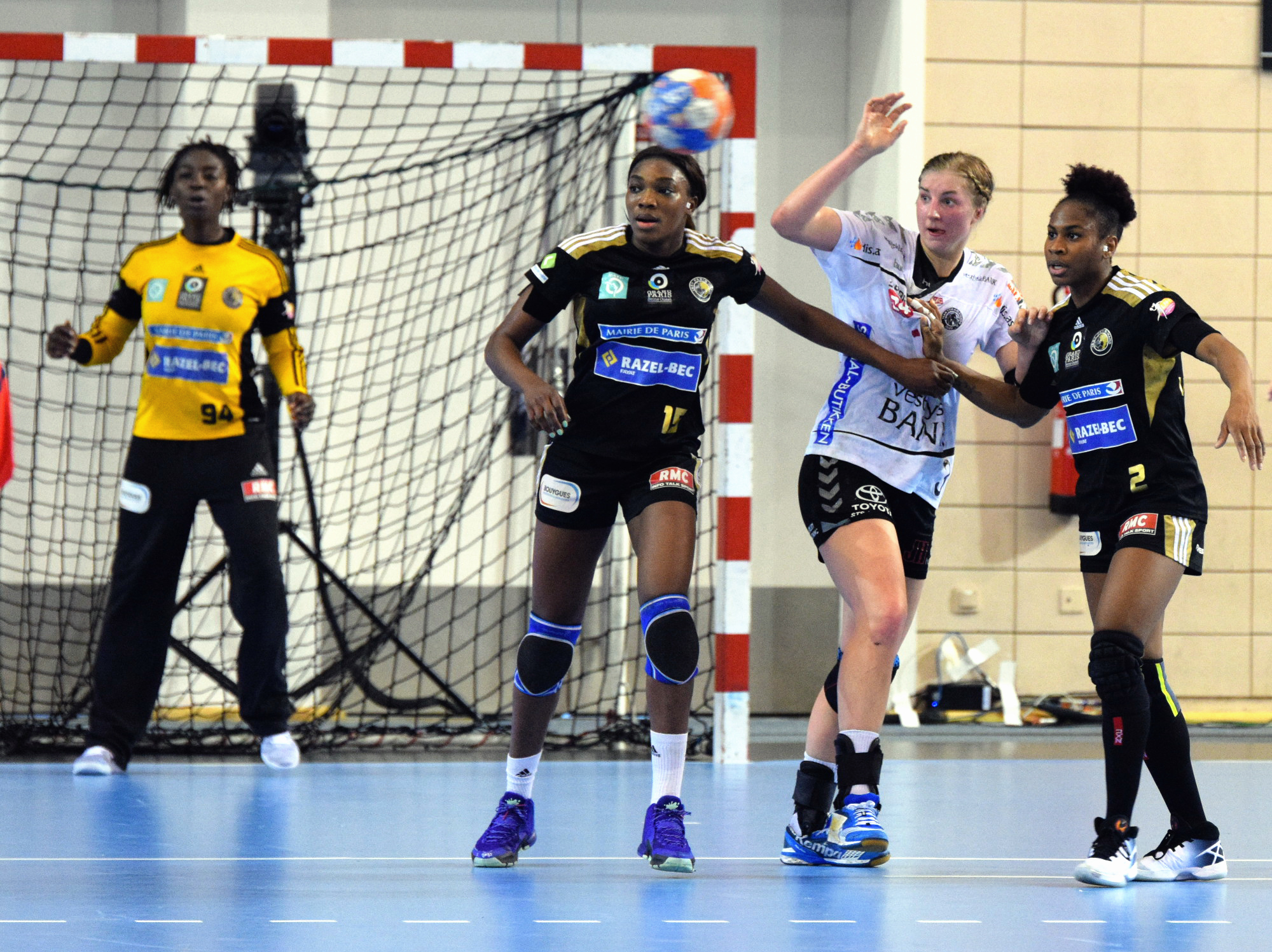
Linn Blohm, 3 aprilie 2016. Blohm în timpul partidei dintre Issy Paris Hand și Team Tvis Holstebro, desfășurată în Halle Carpentier din Paris.
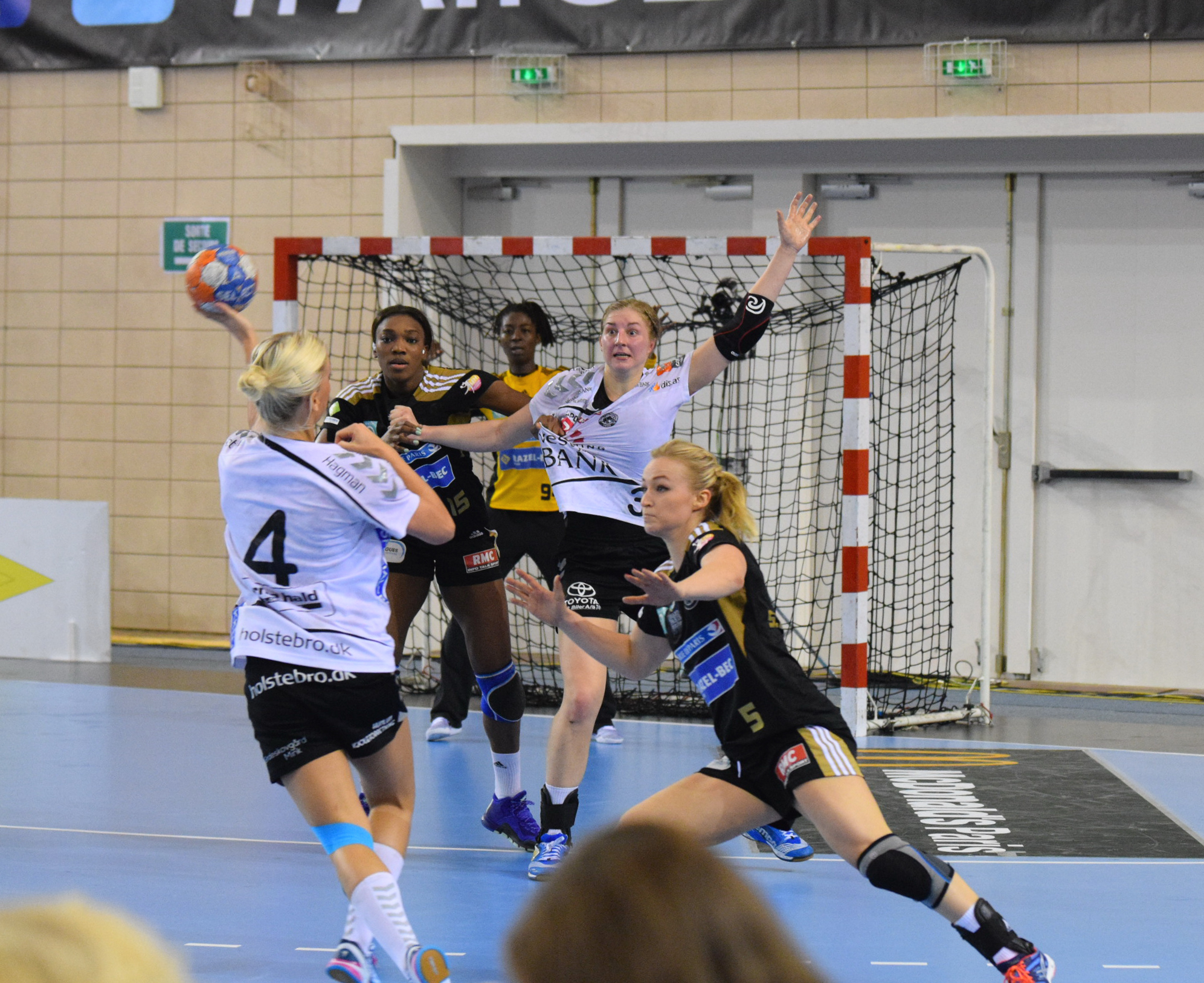
Linn Blohm, 3 aprilie 2016. Blohm în timpul partidei dintre Issy Paris Hand și Team Tvis Holstebro, desfășurată în Halle Carpentier din Paris.
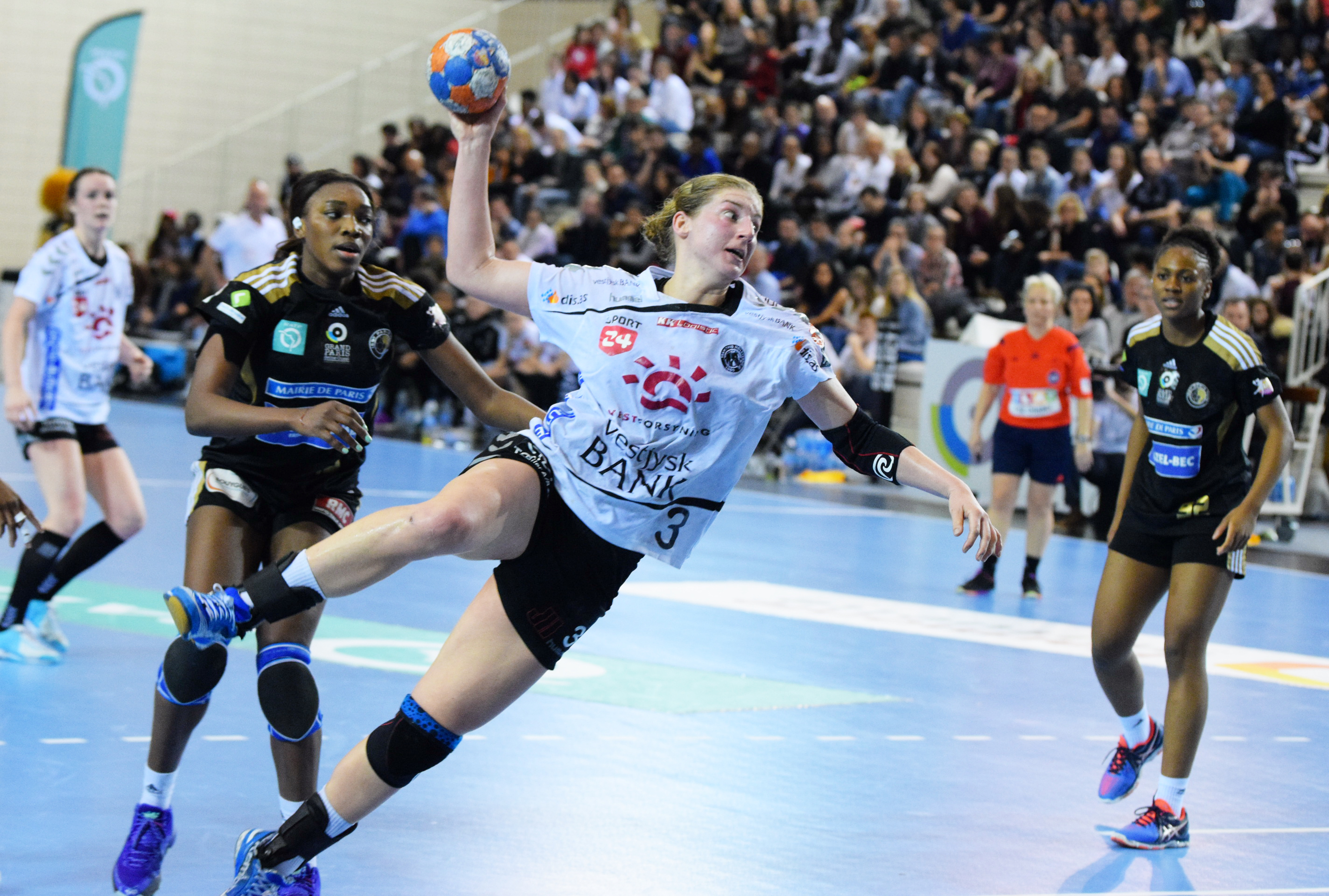
Linn Blohm, 3 aprilie 2016. Blohm în timpul partidei dintre Issy Paris Hand și Team Tvis Holstebro, desfășurată în Halle Carpentier din Paris.